# Norman Cecil Egerton Miller
Norman Cecil Egerton Miller (Ramsgate, 13 juli 1893 -  Sturminster Newton, 26 mei 1980) was een Brits entomoloog.
Miller was gespecialieerd in heteroptera (wantsen) en orthoptera (rechtvleugeligen). Hij had geen formele opleiding tot entomoloog. Desondanks werkte hij van 1928 tot 1947 aan de Landbouwfaculteit van de universiteit van Kuala Lumpur. Hij woonde onder meer in Zimbabwe en was vanaf 1949 werkzaam bij het Commonwealth Institute of Entomology in Londen. 
Hij beschreef een groot aantal sprinkhanen en wantsen, voornamelijk roofwantsen, voor het eerst wetenschappelijk. Van zijn hand verschenen onder andere de publicaties "Notes on the Biology of the Reduviidae of Southern Rhodesia" (1953) en "The Biology of the Heteroptera" (1956) .  
Zijn insectenverzameling is opgenomen in het Natural History Museum in Londen.